# 東風風行・菱智
菱智（英: Lingzhi）は、東風柳州汽車が東風風行サブブランドで製造するMPVである。東風風行で最初に販売された車種である。

## 概要
発売当初の菱智は実質的に三菱・デリカスペースギアのリバッジモデルである。スペースギアのプラットフォームは、三菱自動車のパートナーである台湾の中華汽車から提供されました。そのため、最初にフェイスリフトしたモデルは、中華汽車で販売していた三菱スペースギアと同一のものでした。中華汽車製のスペースギアが台湾で生産中止になった後も、東風柳州汽車は中国での生産を継続し、独自に改良を行っている。

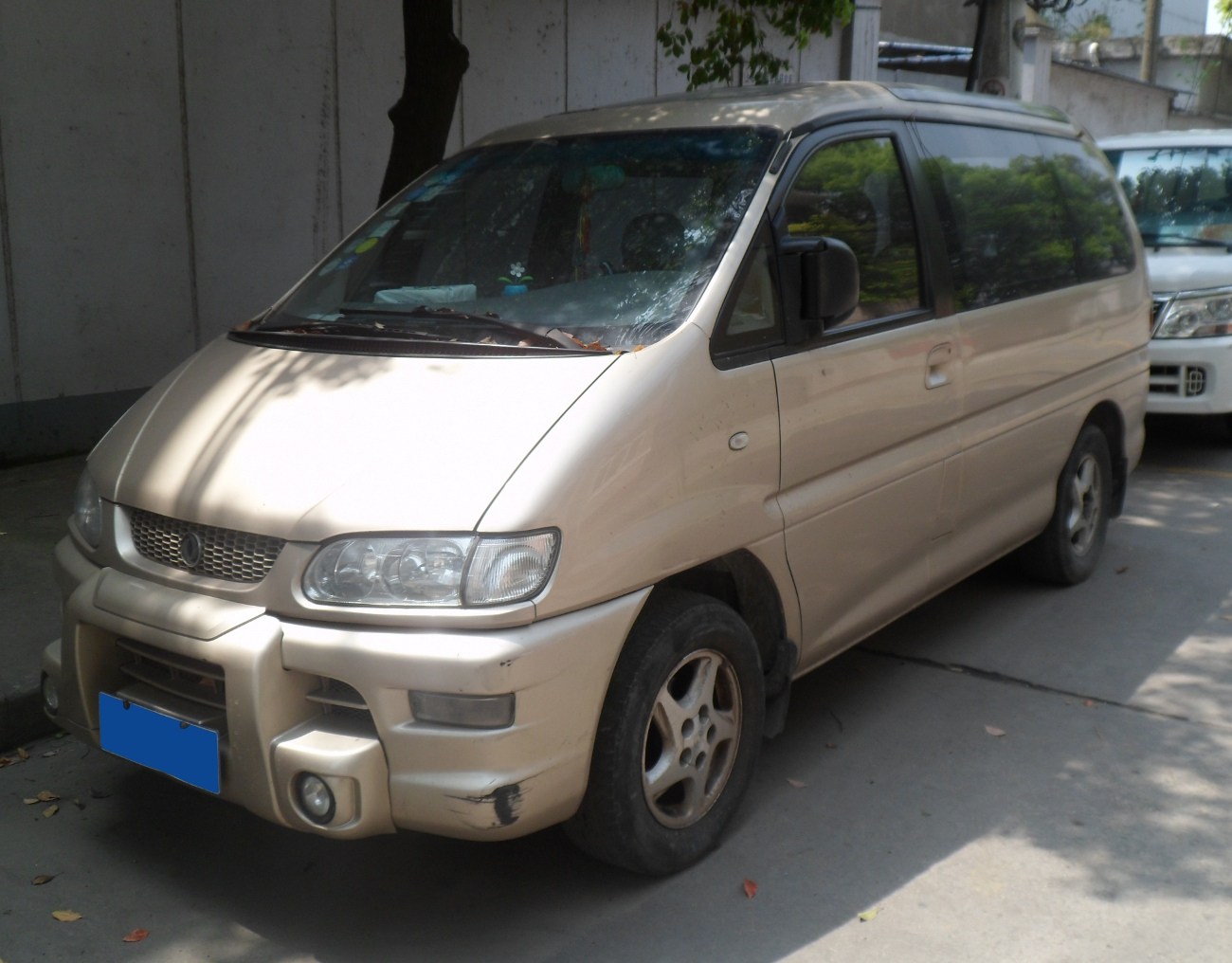
販売初期の菱智
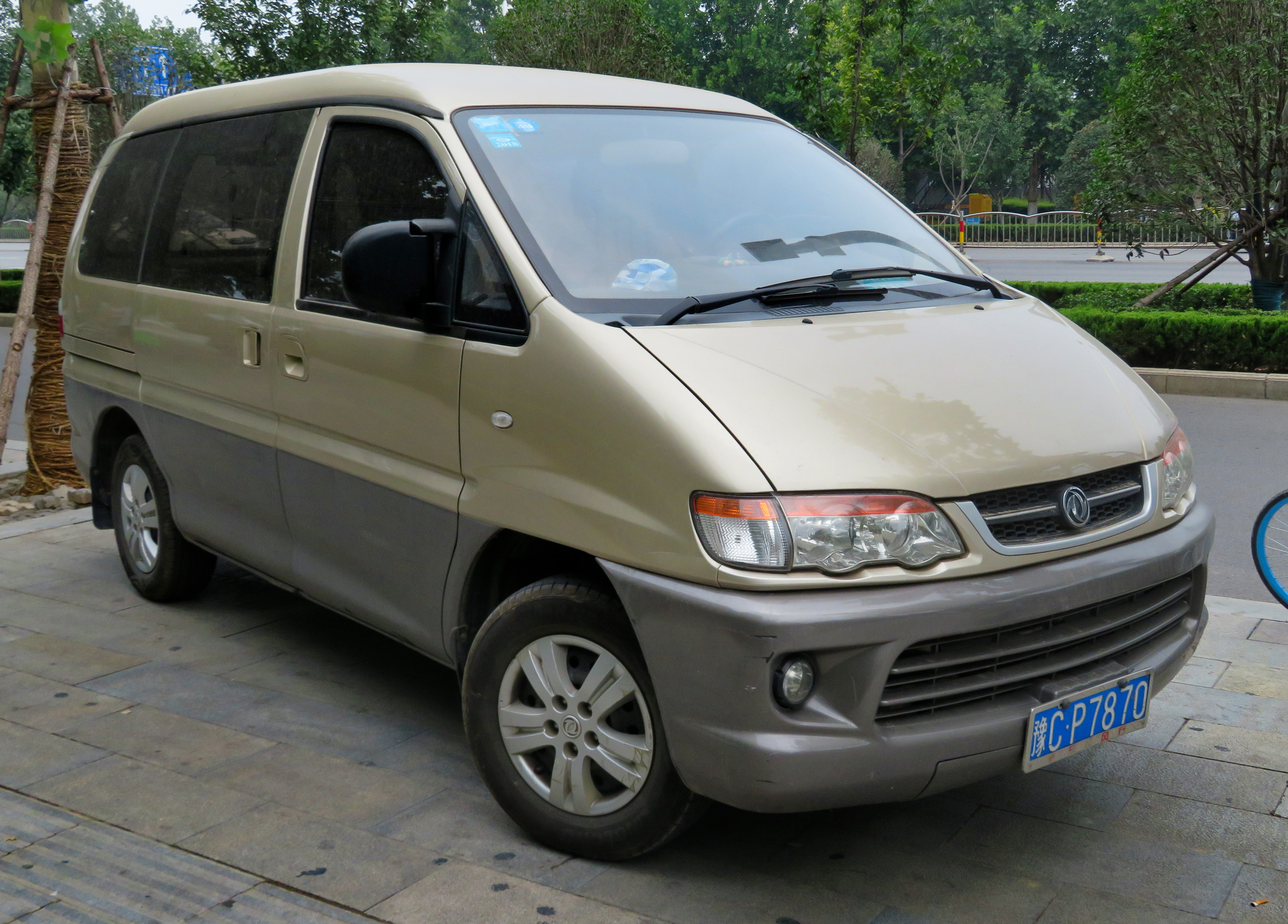
1回目 フェイスリフト

2回目のフェイスリフト時に、異なる消費者グループをターゲットとし価格帯も異なる菱智 M5、M3、V3の3種類のモデルが開発された。M5は高級志向で、デザイン変更したフロント周りとテールランプが特徴である。M3は大衆志向で、V3と同じフロント周りのデザインとテールランプを共有する。V3は貨物使用を想定した装備で、3種類の中で最も安価なモデルである。
各モデルには、それぞれ菱智 M5L、M3L、V3Lと呼ばれるロングホイールベースバージョンが用意されている。

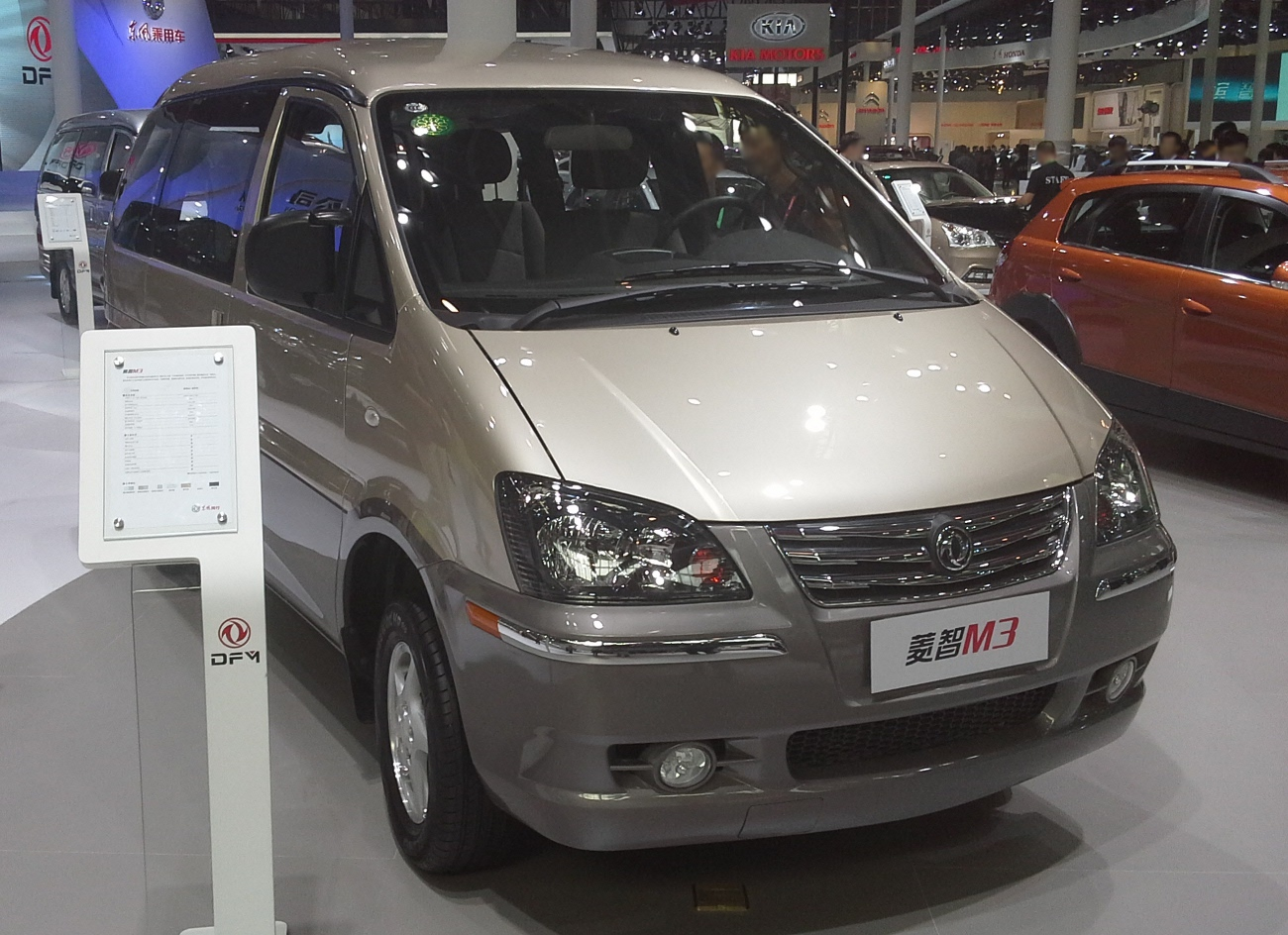
2回目 フェイスリフト (M3)
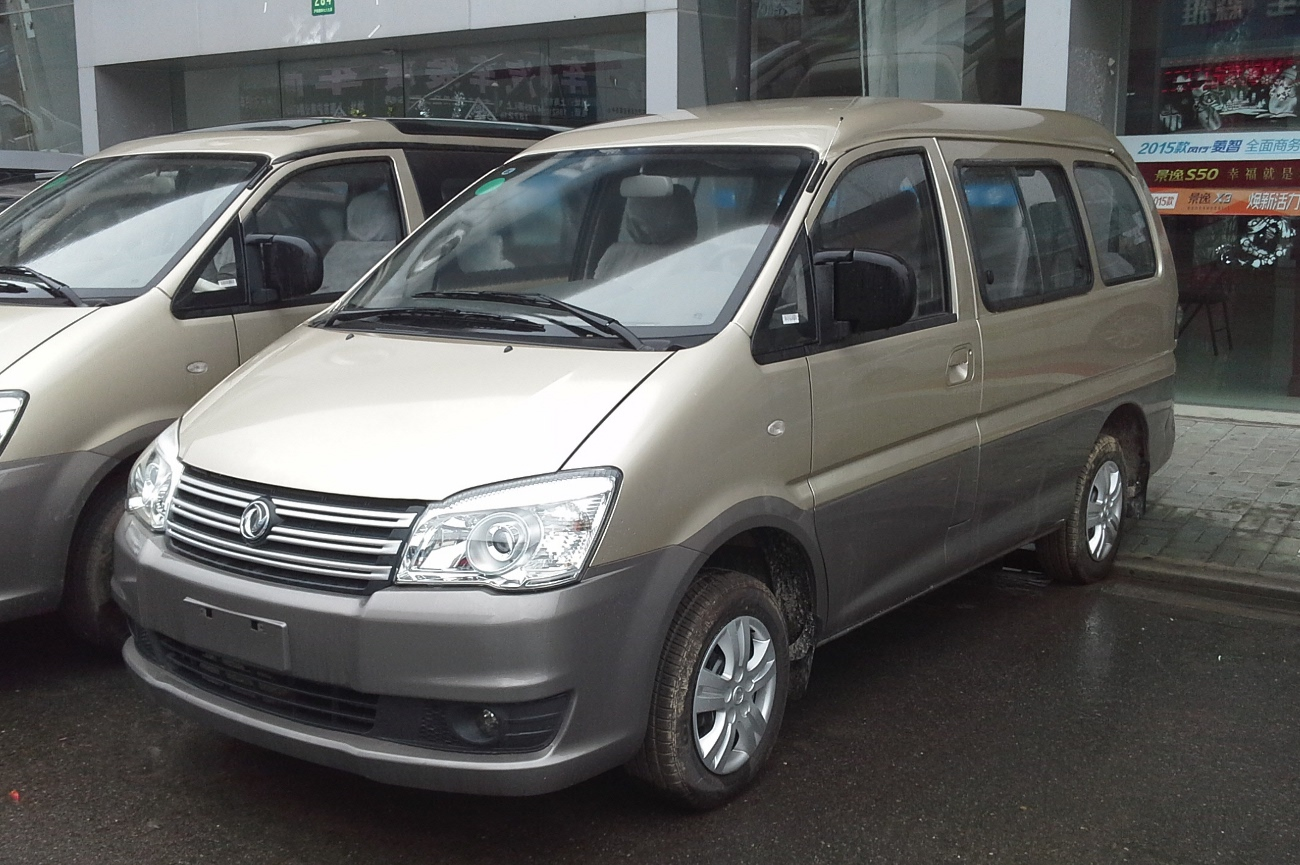
3回目 フェイスリフト (M3)
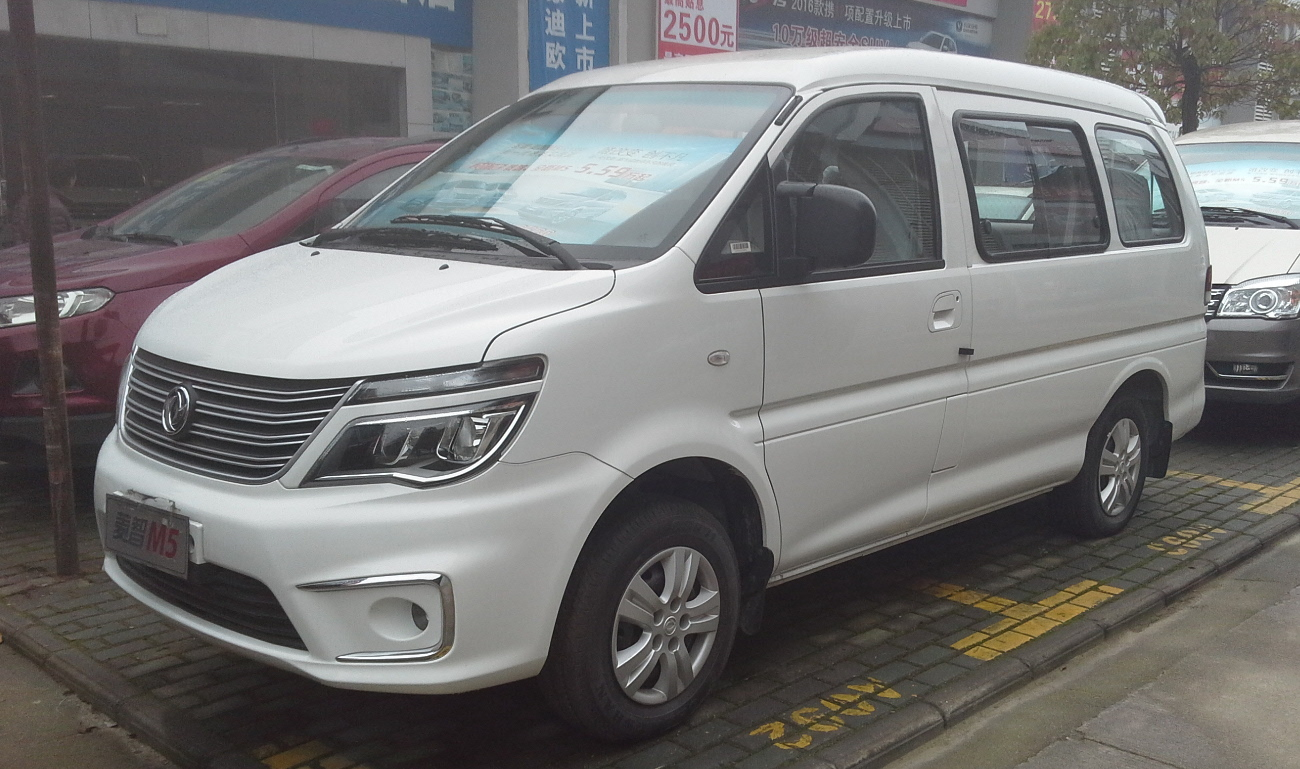
4回目 フェイスリフト (M5)
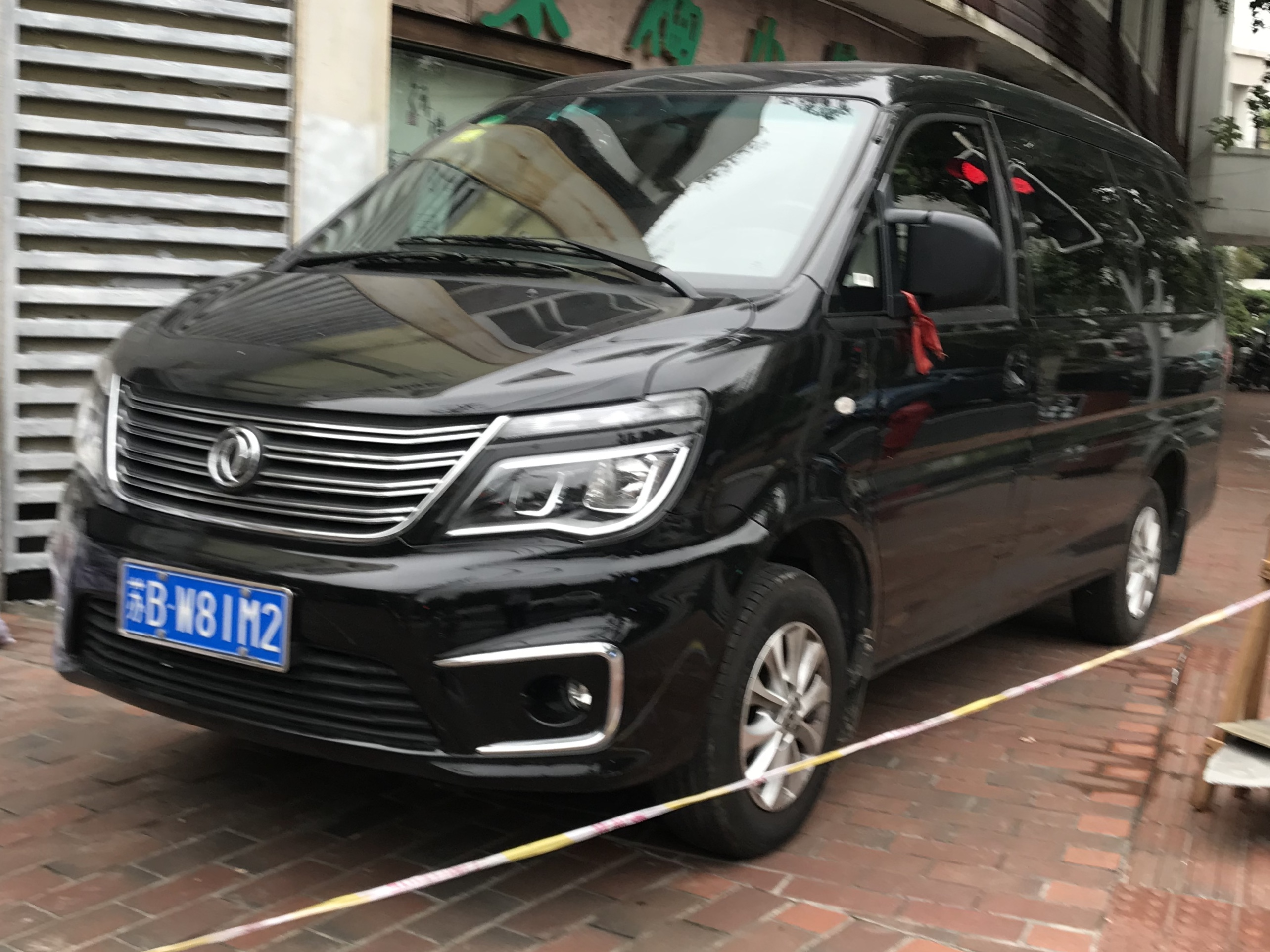
4回目 フェイスリフト (M5L)

2020年に5回目のフェイスリフトが実施され、フロントバンパーとグリルのデザインが変更されました。M3及びM3Lモデルが廃止となった。フェイスリフト後のモデルに搭載されるエンジンは、1.6リッター自然吸気エンジンと5速マニュアルトランスミッション、そして新たに追加された自社製の2.0リッターエンジン（122馬力、200Nm）と6速マニュアルトランスミッションである。

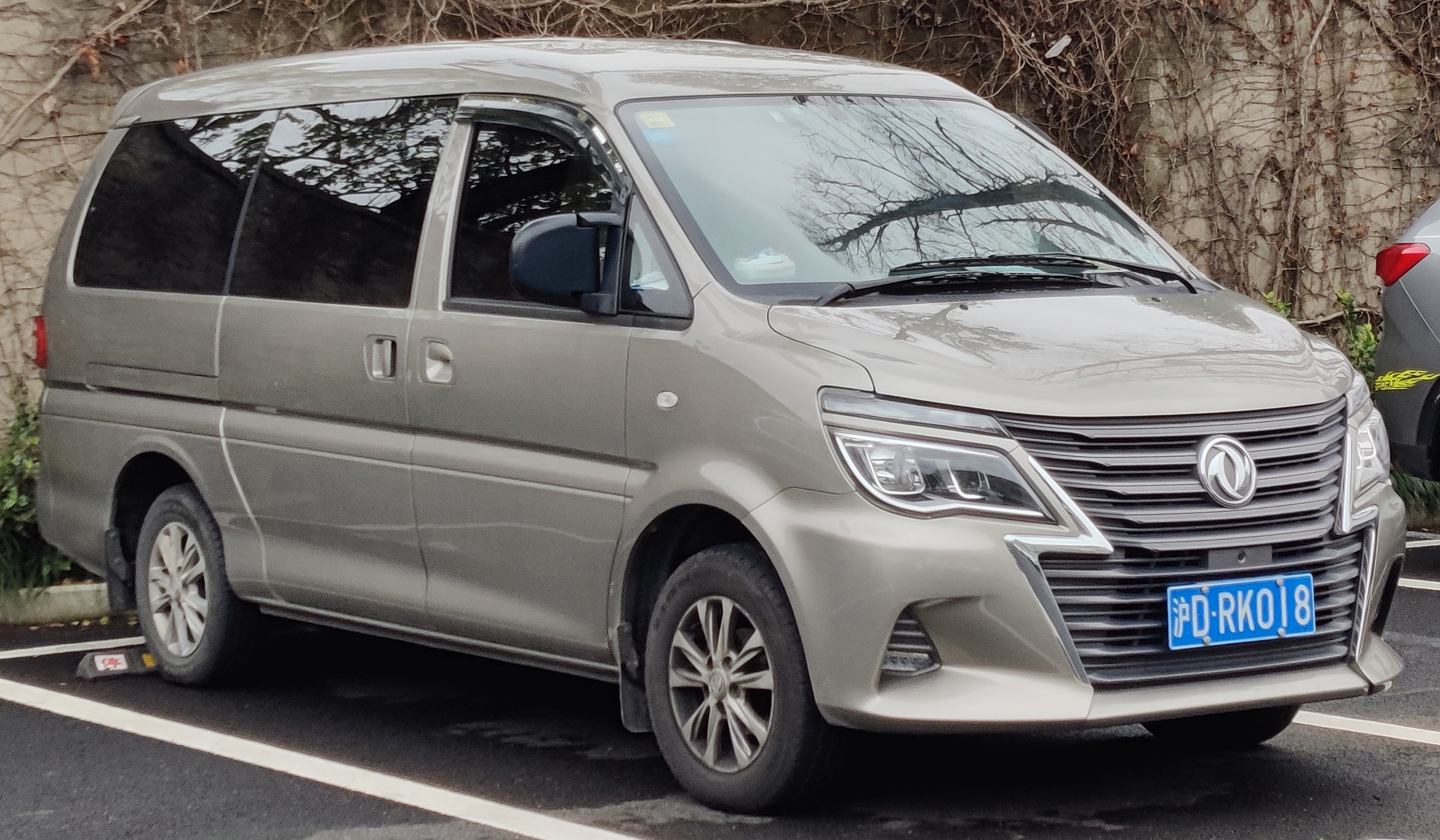
2020年式 東風風行・菱智 M5
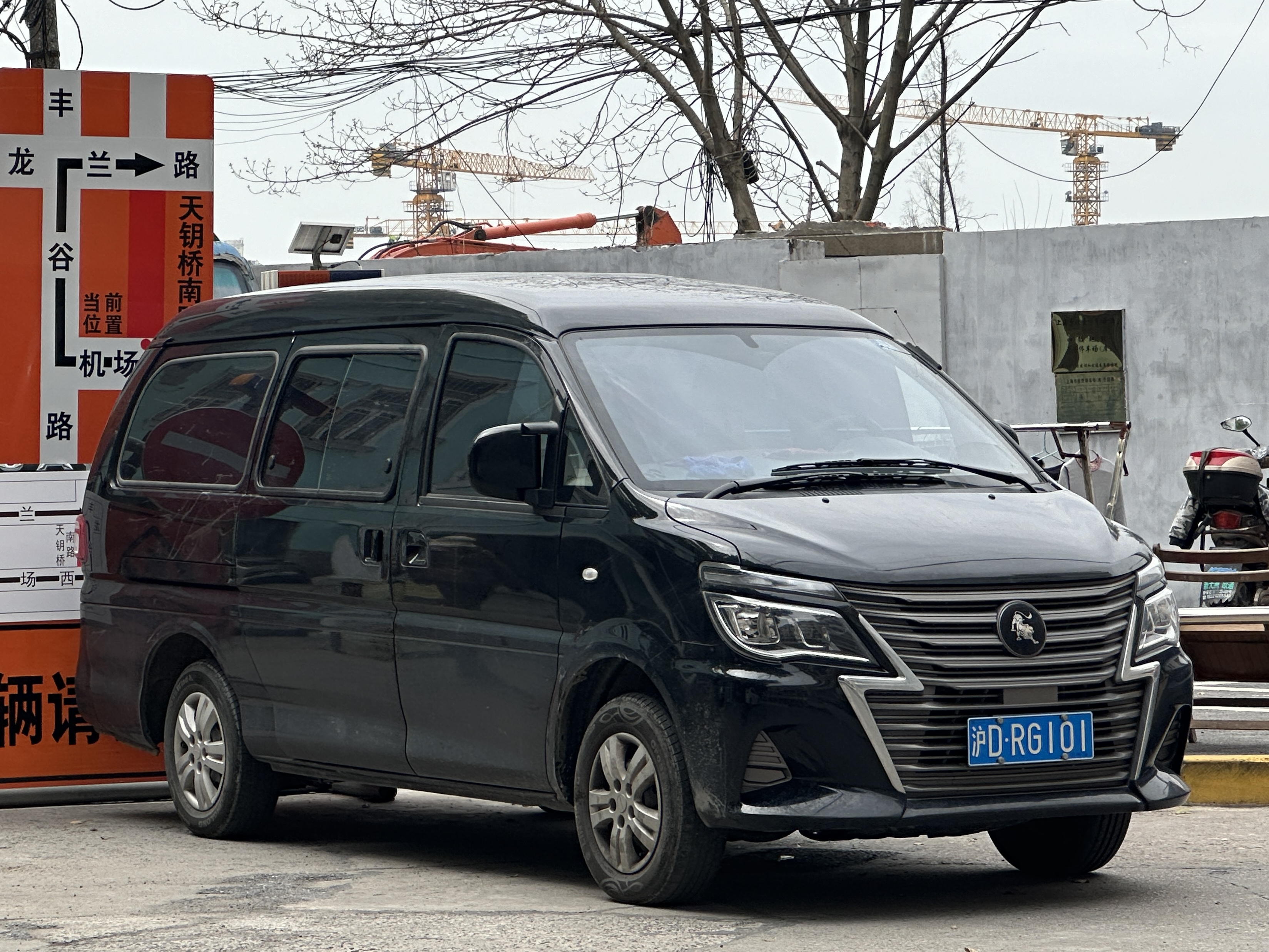
2023年式 東風風行・菱智 M5

また、最新モデルには4C16NR型 1.6L自然吸気エンジンを搭載したCNG車や、EV車モデルが販売されている。

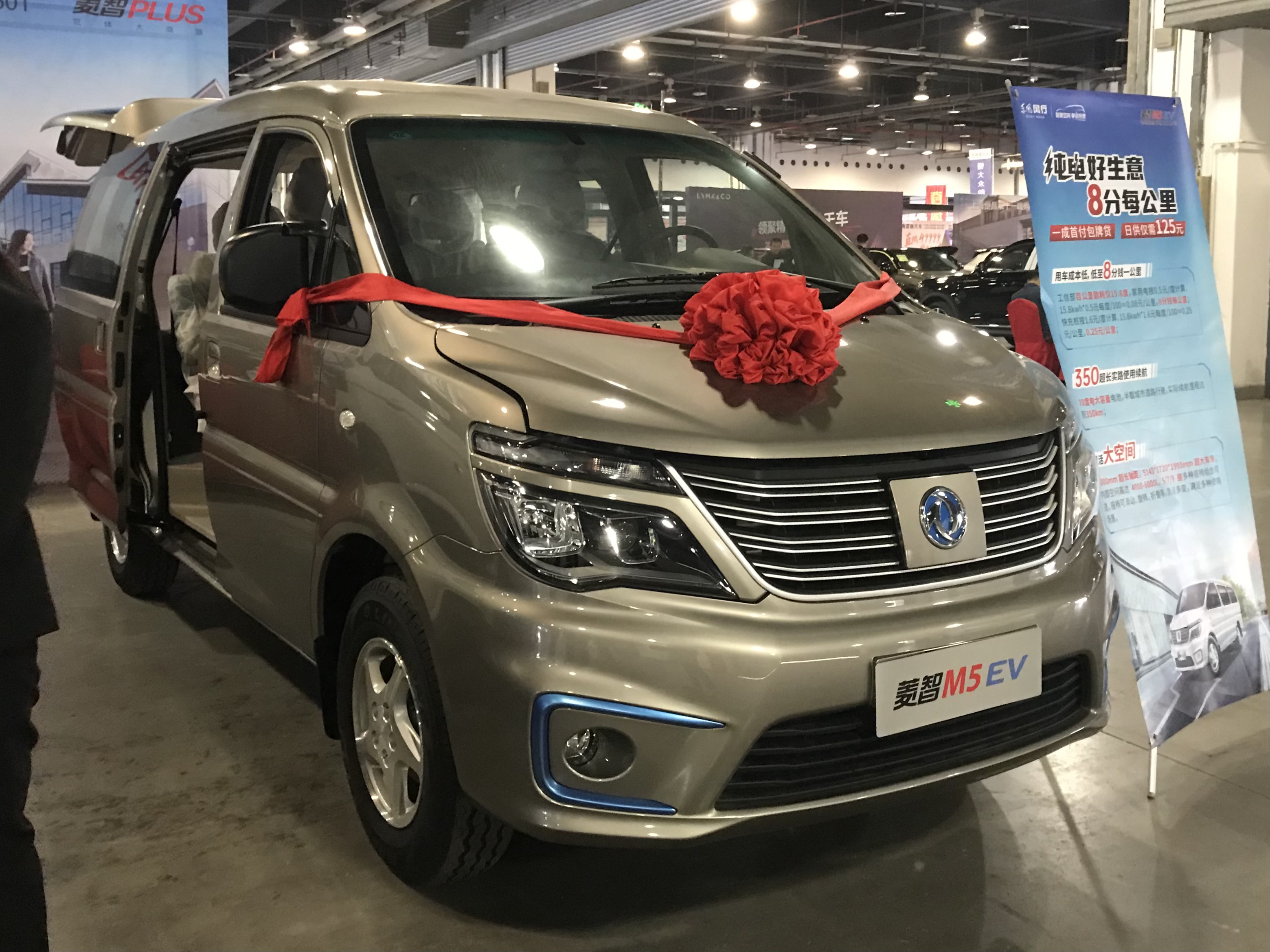
東風風行・菱智 M5 EV